# بوس ويكس
بوس ويكس (بالإنجليزية: Boss Weeks)‏ هو لاعب كرة قدم أمريكية أمريكي، ولد في 3 أبريل 1879 في Fort McIntosh, Texas ‏ في الولايات المتحدة، وتوفي في 25 فبراير 1906 في واشنطن العاصمة في الولايات المتحدة.